# Elizabeth Swann
Elizabeth Swann er en fiktiv person i Pirates of the Caribbean-serien. Hun spilles af Keira Knightley.
Elizabeth Swann er datter af guvernør Weatherby Swann, og har siden sin barndom været fascineret af pirater. Da hun var 12 år mødte hun Will Turner, som blev angrebet af et sørøverskib og reddet af kommandør Norrington. Da hun opdagede pirat-medaljonen om Wills hals stjal hun i den i frygten for, at Will er en pirat. 
I filmene optræder Elizabeth som en moderne pige fra 1700-tallet, som kommer ud og oplever sit livs eventyr. I Pirates of the Caribbean: Den Sorte Forbandelse er hun er forlovet med James Norrington, men til sidst kommer hun sammen med Will, som hun elsker mere end Norrington. 
Hendes forhold til Jack Sparrow er meget skeptisk i starten, men i Pirates of the Caribbean: Død Mands Kiste bliver hun mistænkt af Will og Norrington for at være forelsket i Jack. Et bevis på dette er, at Jacks magiske kompas peger hen mod Jack når Elizabeth holder det. I slutningen af Død Mands Kiste kysser Elizabeth Jack, hvorefter hun lænker ham fast til The Black Pearl, som kort efter bliver tilintetgjort af Kraken. 
I Pirates of the Caribbean: Ved Verdens Ende er Elizabeth med til at hjælpe Jack ud fra sit fængsel i Davy Jones' Jerngreb. Hun vil kæmpe side om side med verdens sørøvere i kampen mod Davy Jones og Det Ostindiske Handelskompagni, som har for at udrydde alle pirater, dog før at hende, Jack og Will kan forene alle pirater, skal en pirat konge vælges, og Elizabeth bliver valgt da hun får en stemme mere end de andre, nemlig Jacks stemme. Hun bliver gift med Will Turner, som dog er blevet kaptain for den flyvende hollænder, efter Davy Jones død. De får dog et barn sammen inden.